# Joueur africain de l'année 2013
Navigation
Édition précédente
Le prix du joueur africain de l'année 2013 est un prix décerné par la Confédération africaine de football (CAF) et récompensant le meilleur footballeur d'Afrique au cours de l'année civile 2014. Il s'agit de la 22e remise du trophée du joueur africain de l'année depuis 1992.
La CAF révèle le nom des 3 nommés au Ballon d'or. La cérémonie de remise du trophée du joueur africain de l'année 2013 est organisée à Lagos (Nigéria) le 9 janvier 2014.

## Liste des dix nommés
| Rang | Nom            | Club            | Sélection nationale | Points |
| 1    | Yaya Touré     | Manchester City | Côte d'Ivoire       |        |
| 2    | John Obi Mikel | Chelsea         | Nigeria             |        |
| 3    | Didier Drogba  | Galatasaray     | Côte d'Ivoire       |        |